# Michael von Rautenberg-Klinski
Michael von Rautenberg-Klinski (* 22. September 1808 in Stendsitz, Kreis Karthaus; † 11. April 1884 in Berent) war ein deutscher Politiker und von 1849 bis 1855 Deputierter für Danzig im Preußischen Abgeordnetenhaus in Berlin.
Michael von Rautenberg-Klinski stammte aus der altpreußischen Familie von Rautenberg-Klinski. Er studierte Rechtswissenschaften und absolvierte das preußische Referendarexamen. Ab 1858 bis zu seinem Tod im Jahr 1884 war er Bürgermeister in Berent in Westpreußen.